# 施薬院宗伯

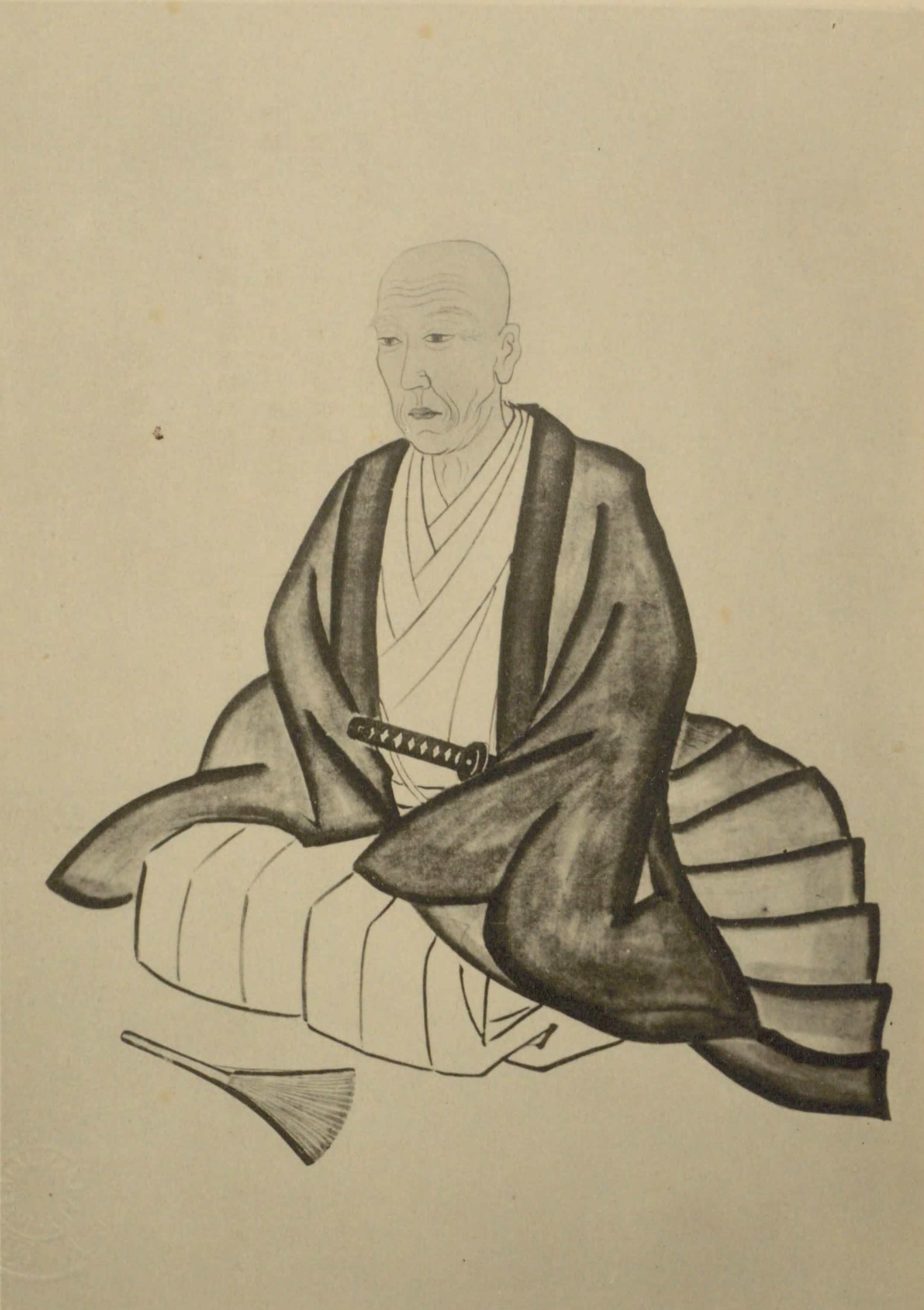
藤浪剛一『医家先哲肖像集』より施薬院宗伯

施薬院 宗伯（やくいん そうはく）、天正4年（1576年） - 寛文3年7月28日（1663年8月30日））は、安土桃山時代から江戸時代初期の医学者。父は三雲資隆。子に施薬院宗雅、宗屋（一鷗宗虎養子）、胤海（大僧正、天海の弟子）、三雲定直（松平重勝家臣）、三雲資政（兄・定直の養子）、女子（大奥に仕える）。

## 生涯
近江国に生まれる。幼くして父を亡くし、一鷗宗虎に養育されて医業を学び、薬の知識も得る。後に施薬院全宗の養子となるも、その嫡男施薬院秀隆が夭折したため、急遽跡継ぎとして家業を継ぎ、法眼に叙任されて豊臣秀吉の侍医となった。慶長4年（1599年）に養父の全宗が没すると法印に叙任され、勅許により施薬院使に任じられ、御所昇殿を許された。そして、徳川家康仕えていつも側にあり、家康の子の武田信吉が疱瘡にかかった時には、その薬によって立ちどころに治癒した。翌年の関ヶ原の戦いにも供奉し、9月11日に家康が体調が優れない時に薬を調合しこれを勧めた。9月13日に家康が岐阜に着陣してからは、常に陣中にあった。
慶長19年（1614年）から始まる大坂の陣では、徳川秀忠に同行している。元和3年（1617年）8月14日、山城国愛宕郡、葛野郡、和泉国泉郡、近江国野洲郡内において480余石の領地を賜った。養父の妻に賜った野洲郡の領地と併せて500余石を知行する。寛永11年（1634年）、二条城内に一宇を与えられ、のちに致仕し、養老料月俸50口を賜った。
寛文3年（1663年）、88歳で没する。法名は同じ宗伯。東叡山護国院に葬られた。
徳川将軍家（家康、秀忠、家光）が入洛の際には、宗伯の屋敷で装束を改め参内したので、代々これが慣例となった。禁裏付医師として京都に定住した。歴代当主は家督継承前には三雲の名字を名乗り、家督を相続すると施薬院へと名字を変えた。

## 参考資料
- 寛政重修諸家譜
- 京都府医師会 編『京都の医学史』思文閣出版社、1980年。